# Friedrich Unger (Politiker)
Friedrich Unger (* 19. Mai 1881 in Großkarlbach im Landkreis Bad Dürkheim; † 11. Dezember 1947 in Mellrichstadt) war ein deutscher Landrat.

## Leben
Friedrich Unger absolvierte ein Studium der Rechtswissenschaften an der Friedrich-Alexander-Universität Erlangen-Nürnberg, der Universität Straßburg und der Julius-Maximilians-Universität Würzburg und leistete im Anschluss seinen Militärdienst als Einjährig-Freiwilliger. Nach der ersten juristischen Staatsprüfung kam er im Vorbereitungsdienst zum Amtsgericht Landau an der Isar und zum Landgericht Landau an der Isar. Sein zweites juristisches Staatsexamen (früher Staatskonkurs) legte er im Jahr 1909 in Speyer ab und wurde im Jahr darauf Rechtspraktikant bei der Regierung der Pfalz. Bis zu seinem Kriegsdienst vom 4. August 1914 bis zum 21. Juli 1916 war er als Jurist beim Oberversicherungsamt Speyer beschäftigt. Nach dem Krieg fand er eine Anstellung als Bezirksamtsassessor in Ludwigshafen, wurde Regierungsrat beim Oberversicherungsamt Speyer und später bei der Regierung der Pfalz. Zum 1. August 1934 wechselte er zum Bezirksamt Mellrichstadt (ab 1939 Landkreis Mellrichstadt) und wurde Bezirksamtsvorstand (ab 1939 Landrat). Im Zweiten Weltkrieg war er vom 1. Juli 1940 bis zum 15. Februar 1941 Verwaltungsoffizier bei der Militärverwaltung in Frankreich. Vom 16. Februar 1942 nahm er neben seiner Tätigkeit in Mellrichstadt die Leitung des Landratsamtes Königshofen wahr. Mit dem Ende des Krieges wurde er am 8. Mai 1945 aus seinen Ämtern entlassen und im Entnazifizierungsverfahren am 27. August 1945 durch die Spruchkammer Mellrichstadt als Mitläufer eingestuft.
Unger war am 1. Mai 1937 in die NSDAP (Mitgliedsnummer 4.403.315) eingetreten. Der Motor-SA trat er am 1. Juni 1933 bei und war auch Mitglied im Nationalsozialistischen Kraftfahrkorps. Bei der SA war er Oberscharführer (Rang eines Unterfeldwebels).